# Agaricus silvaticus
Agaricus silvaticus Schaeff.: 62 (1833)

## Descrizione della specie

### Cappello
8-15(20) cm di diametro, inizialmente emisferico, poi convesso, e infine piano, con umbone centrale, carnoso.
Cuticoladi colore variabile, da bruno chiaro a bruno-ocra, a fulvo-brunastro, separabile dal cappello, unita solo al centro, spessa, tenace, asciutta, con squame triangolari fibrillose e appressate, più fitte al centro, fra le quali si nota la carne biancastra sottostante.
Marginesottile, eccedente, appendicolato, biancastro.

### Lamelle
Fitte, basse, strette, sottili, libere al gambo, dapprima lievemente sfumate di rosa, poi scuriscono in grigio-rosa ed infine bruno violaceo o bruno porpora, con filo sterile e lievemente flocculoso.

### Gambo
7-14 × 1-1,5 cm, cilindrico, robusto, bulboso-submarginato alla base, liscio, presto cavo, facilmente separabile dal cappello, bianco candido in alto, biancastro e squamoso-fioccoso sotto l'anello, crema-grigio-brunastro con l'età.

### Anello
Supero, semplice, ampio e sottile, membranoso, spesso lacerato, cascante a gonnella, caduco, bianco, imbrunente col tempo, con la superficie superiore liscia e quella inferiore fioccosa.

### Carne
Compatta, asciutta, tenera, poco consistente, bianca con sfumature rosate, all'aria e al taglio vira a chiazze, al salmone-rossastro rosso-arancio, col tempo diventa rosso-porpora brunastra.
- Odore: lieve, gradevole, un po' acidulo.
- Sapore: dolciastro nocciolato oppure di legno.

### Microscopia
Spore4,5-6 × 3-3,5 µm, sub-ellittiche, lisce, monoguttulate, con parete spessa, brune in massa.

## Reazioni macrochimiche
Reazione di Schaeffer negativa.

## Habitat
Fruttifica in estate e autunno nei boschi di conifere, in gruppi di pochi esemplari, sotto abeti rossi (Picea abies), ma anche in boschi di latifoglie.

## Commestibilità
Ottima.

Commestibile anche crudo finché giovane.

## Etimologia
Da latino silva = selva, dall'ambiente in cui fruttifica.

## Binomi e sinonimi obsoleti
- Agaricus haemorrhoidarius Schulzer, Icon. Sel. Hymenomyc. Hung.: 29 (1874)
- Agaricus sanguinarius P. Karst., Rysslands, Finlands och den Skandinaviska Halföns. Hattsvampar: 232 (1882)
- Agaricus vinosobrunneus P.D. Orton, Trans. Br. mycol. Soc. 43: 183 (1960)
- Pratella haemorrhoidaria (Kalchbr.) Gillet, Les Hyménomycètes ou description de tous les champignons (fungi) qui croissent en France (Alençon): 563 (1878)
- Pratella silvatica (Schaeff.) Gillet,: 564 (1878)
- Psalliota haemorrhoidaria (Schulzer) Richon & Roze,: 49 (1888)
- Psalliota sanguinaria (P. Karst.) J.E. Lange, Dansk bot. Ark. 4: 12 (1926)
- Psalliota silvatica (Schaeff.) P. Kumm., Führer Pilzk.: 73 (1871)

## Specie simili
L'A. silvaticus si confonde con:
- Agaricus haemorrhoidarius Kalch. e Schulz., che qualche autore considera una sua forma, commestibile, che invece cresce sotto latifoglie, ha la cuticola quasi totalmente unita e la carne con viraggio più intenso.
- Agaricus langei (Moll.) Moll.
- Agaricus subrutilascens, col centro del cappello più scuro, bruno-porpora, che fruttifica in autunno anch'esso sotto le conifere in America del nord e in Estremo Oriente.
- Agaricus placomices, non commestibile, con cappello a fondo bianco ricoperto da fitte squame grigio-brunastre, e gambo picchiettato di placche.